# Hoplite (Computerspiel)
Hoplite ist ein rundenbasiertes Strategiespiel und Roguelike bzw. Roguelite für iOS- und Android-Systeme, das vom australischen Indie-Entwickler Magma Fortress entwickelt und im Jahr 2013 veröffentlicht wurde.

## Spielprinzip
In Hoplite steuert der Spieler einen Hopliten, einen griechischen Speerkämpfer, der in die Unterwelt steigt, um das Goldene Vlies zu stehlen.
Das Spiel ist ein rundenbasiertes Strategiespiel, das außerdem dem Genre des Roguelites bzw. Roguelikes zugeordnet wird. Das Spielfeld ist ein Sechseckraster. Ziel des Spiels ist es, die unterste Ebene der Unterwelt zu erreichen. Insgesamt gibt es 16 Ebenen. Auf jeder Ebene gibt es neben Bodenfeldern, auf denen der Spieler und die Gegner sich bewegen können, tödliche Lavafelder, eine Treppe sowie einen Altar. Über die Treppe gelangt der Spieler in die nächsttiefere Ebene.
Mehrere Gegner behindern die Spielfigur. Sie bewegen sich und greifen die Spielfigur in vorhersehbaren Mustern an. Der Spieler kann die Gegner auf verschiedene Arten angreifen: Er kann seinen Speer werfen oder mit seinem Schwert angreifen. Außerdem kann er Gegner mit dem Schild wegstoßen und Bomben werfen. Auf jeder Ebene gibt es einen Altar, auf dem der Spieler seine Fähigkeiten verbessern kann oder sich heilen lassen kann.
Wie in einem Roguelike üblich, startet der Spieler nach dem Tod der Spielfigur wieder auf der ersten Ebene und verliert seine durch die Altäre gewonnenen Fähigkeiten. Durch Abschließen von bestimmten Achievements schaltet der Spieler jedoch dauerhaft neue Arten frei, seine Fähigkeiten bei den Altären zu verbessern.

## Entwicklung
Das Spiel wurde australischen Indie-Entwickler Magma Fortress entwickelt und veröffentlicht. Doug Cowley war für das Game Design und die Programmierung zuständig. Die Pixel-Art-Grafik des Spiels wurde von Shroomarts geschaffen, die Musik komponierte Matt McFarland.

## Rezeption
Hoplite erhielt hauptsächlich positive Wertungen. Auf dem Review-Aggregator Metacritic erhielt das Spiel – basierend auf sechs Rezensionen – eine Wertung von 88 aus 100 möglichen Punkten.
Jan Knoop von GamePro bezeichnete das Spiel als „Elysium für Rundentaktiker“. Er lobte, dass man selbst nach vielen Versuchen noch neue Taktiken ausprobieren könne, kritisierte aber den mit nur einer Kampagne geringen Umfang des Spiels. Shaun Musgrave von TouchArcade lobte, dass das Spiel trotz seiner einfachen Regeln taktische Tiefe besitze.
In einer Retrospektive nannte Ollie Toms von Rock Paper Shotgun das Spiel eines der wenigen Juwelen im Google Play Store. Er lobte die Schlichtheit des Spiels und sah Hoplite als eines der besten Beispiele für Roguelites an, die das Genre auf seine wesentlichen Bestandteile herunterbrechen.